# Saint-Constant, Cantal

Sainte-Marie este o comună în departamentul Cantal, Franța. În 1 ianuarie 2018 avea o populație de 529 de locuitori.